# ذكية (اسم)
ذكية هو اسم علم مؤنث من أصل عربي، ومعناه هو التي تفدي غيرها وتنقذه بروحها أو بكل ثمين عندها.

## وصلات خارجية
- موسوعة السلطان قابوس لأسماء العرب نسخة محفوظة 5 أبريل 2019 على موقع واي باك مشين.